# Zweite Tür links (1914)
Zweite Tür links lautet der Titel einer stummen 'Burleske in vier Akten', die Henri Étiévant (1870–1953) mit Fritz Spira, Thea Sandten und Hanni Weisse in den Hauptrollen 1914 für die Deutsche Vitascope GmbH Berlin inszeniert hat.

## Handlung
Das Lustspiel „Zweite Tür links“ wird von Hanni Weisse und Fritz Spira in humorvoller Weise gespielt. Ein wesentlicher Teil an der Handlung kommt einem Paternoster-Aufzug zu, dessen ewig rollende Tätigkeit Irrtümer in den Stockwerken und in den Personen herbeiführt.
Aus der Testamentsbestimmung, zwei Nichten innerhalb dreißig Tagen zu verheiraten, führt der Neffe die verwickeltsten Situationen herbei. Natürlich sind die Nichten nicht die wirklichen, sondern zwei Dämchen, die eine gewisse Nachtlokalstimmung und Boudoir-Intimitäten von pikantem Reiz auf das Filmband bringen. Eine verständnisvolle Dienerin und ein lustiger Onkel vervollständigen den humorvollen Durcheinander, der dreißig Tage einer Hetzjagd in 30 Minuten abspielen lässt.
(Inhaltsangabe aus: Kinematographische Rundschau Nr. 330 vom 5. Juli 1914, Seite 16.)

## Produktionsnotizen
Die Produktion Nr. 550 der im März 1907 von Jules Greenbaum (Julius Grünbaum) gegründeten Deutschen Vitascope GmbH Berlin lag im Februar 1914 der Zensurbehörde vor und wurde am 13. März 1914 in Berlin im U.T. Alexanderplatz uraufgeführt.
Die Polizei Berlin verhängte 1914 unter den Nrr. 36264, 36265, 36266 u. 36267 ein Jugendverbot. Außerdem untersagte sie eine Aufführung für die Dauer des Kriegs. Die Polizei Düsseldorf verbot am 1. Juli 1916 eine Aufführung unter der Nr. 228.
„Zweite Tür links“ lief vom 11. bis 14. Juli 1914 im Union-Theater Görlitz, dem ehemaligen Wilhelmtheater, nach vorheriger Anzeige im Neuen Görlitzer Anzeiger vom Samstag, den 11. Juli 1914,
und am 12. Juni 1914 in den U.T. (Union Theater) Lichtspielen in Dresden, Waisenhausstraße 22,
und vom 18. bis 23. August 1915 in Karlsruhe im Residenztheater, Waldstraße 30, nach voraufgehender Ankündigung im Karlsruher Tagblatt No. 228 vom 18. August 1915 auf S. 4 und im Mittagblatt Nr. 381 vom 18. August 1915 auf S. 5. Im Beiprogramm gab es den Franz-Hofer-Dreiakter Ein seltsames Gemälde.
Ab 26. Dezember 1914 wurde der Film unter dem landessprachlichen Titel Onkel Lustigs galante Eventyr auch in Dänemark gezeigt.
Der Film wird erwähnt in
- Kinematograph No. 378, 1914
- Kinematographische Rundschau No. 314, 1914
- Kinematographische Rundschau No. 330, 1914
- Lichtbildbühne No. 7, 1914
- Lichtbildbühne No. 12, 1914
- Tag (Berlin), 26.07.1914
- Nachtrag zum VDF No. 8

und ist registriert bei
- Verbotene Kinematographenbilder No. 26, 1916, S. 40
- Birett, Verzeichnis in Deutschland gelaufener Filme, (München) No. 149, 1914; (München) No. 359, 1916; (München) No. 362, 1916 u. (München) No. 367, 1916
- Lamprecht Vol. 14 No. 611

Der Erwähnung wert ist die Figur des Mister Meschugge, die im Film von dem Komiker Gerhard Dammann dargestellt wird.
Sie hatte ihr Vorbild in der Wirklichkeit, denn im Vorkriegs-Berlin trat tatsächlich ein „Mr. Meschugge“ in Gestalt eines Exzentrik-Dirigenten auf, der im Café Stern das Publikum mit seinen Späßen unterhielt.
Von ihm sind Grammophon-Aufnahmen erhalten geblieben.
Der Maler Louis Höhn hielt die Szene in einem Ölgemälde Café Stern mit Mr. Meschugge am Oranienburger Tor (1912 – 1913) fest.

## Kritik
Das Prager Tagblatt vom 6. August 1914 verortete einen „fein-pikanten Humor und köstliche Situationen“.